# Trachyspermum
Trachyspermum es un género de plantas pertenecientes a la familia Apiaceae. Comprende 38 especies descritas y de estas, solo 5 aceptadas.

## Taxonomía
El género fue descrito por Heinrich Friedrich Link y publicado en Enumeratio Plantarum Horti Regii Berolinensis Altera 1: 267. 1821. La especie tipo es: Trachyspermum copticum (L.) Link. 

## Especies
A continuación se brinda un listado de las especies del género Trachyspermum aceptadas hasta septiembre de 2012, ordenadas alfabéticamente. Para cada una se indica el nombre binomial seguido del autor, abreviado según las convenciones y usos.
- Trachyspermum ammi (L.) Sprague
- Trachyspermum roxburghianum (DC.) H. Wolff
- Trachyspermum scaberulum (Franch.) H. Wolff ex Hand.-Mazz.
- Trachyspermum triradiatum H. Wolff
- Trachyspermum villosum (Haines) P.K.Bhattach. & K.Sarkar